# Si de algo sirve
Si de algo sirve es el sexto disco del músico argentino David Lebón, editado en 1985 por CBS. 
Este disco marcó el inicio de su contrato con la multinacional CBS, es un disco tranquilo, de un pop más melódico, aunque sin dejar de rockear en temas como "Todos en un cuarto", una de las canciones más difundidas, con "Y si de algo sirve" y "Un día que no fue". 
Participaron Daniel Castro en bajo y Luis Gurevich (talentoso pianista, futuro colaborador de León Gieco) en teclados, como nuevos integrantes de su banda de apoyo. 
Es una especie de resumen de los dos últimos álbumes de Lebón, "Desnuque" y "Siempre estaré".

## Lista de temas
- Todos los temas de David Lebón.

Lado A
1. Todos en un cuarto
2. Ya debes ser feliz
3. Nadie sabe escuchar
4. Un día que no fue
5. Sólo sos vos

Lado B
1. Y si de algo sirve
2. Y me sucedió a mí
3. Si yo pudiera ser tu amigo
4. El mejor amor
5. Hace siete días
6. Y si de algo sirve (final)

## Personal
- David Lebón - guitarra, voz, órgano Hammond, piano Rhodes
- Daniel Colombres - batería, coros
- Daniel Castro - bajo, bajo Moog, coros
- Luis Gurevich - teclados, coros